# Velma Springstead

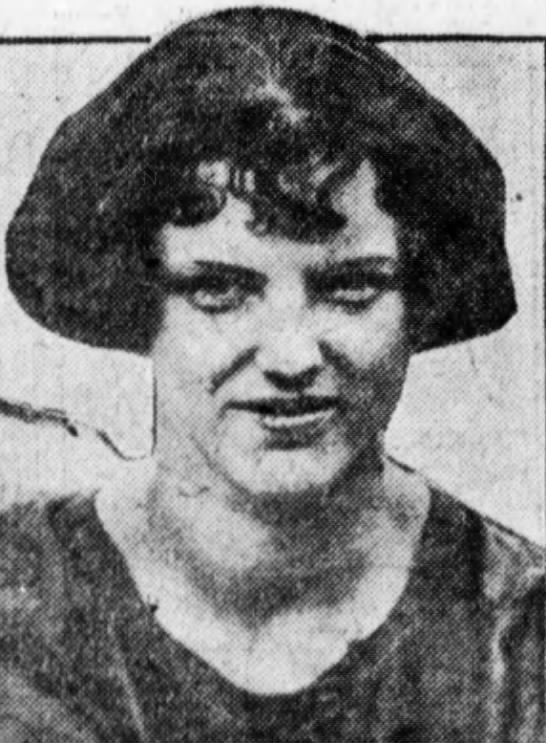
Springstead (1925)

Velma Agnes Springstead (* 22. August 1906 in Hamilton, Ontario; † 27. März 1927 ebenda) war eine kanadische Leichtathletin, die parallel zu ihrer Sportlaufbahn als Lehrerin und Sekretärin tätig war.

## Leben und Karriere
Velma Springstead wurde am 22. August 1906 als Tochter von Margaret Edith Crowe and Bernice Lavelle „Val“ Springstead in der Stadt Hamilton in der kanadischen Provinz Ontario geboren. Sie lebte in der Nähe des Hafens und des Industriegebiets in einem Haus bei der Adresse 228 Burlington Street, heute 228 Burlington St E. Als Jugendliche spielte sie Softball und Basketball für den Hamilton Ladies Club und gewann regelmäßig Wettbewerbe im Sprint, im Hürdenlauf und im Hochsprung. Im Jahre 1925 verhalf sie dem ersten kanadischen Frauenteam, das jemals an internationalen Wettbewerben teilnahm, zur Etablierung und Legitimierung eines eigenen Frauenwettkampfs. Im selben Jahr wurde sie von der Amateur Athletic Union of Canada (AAU bzw. AAUC), der bis zu diesem Zeitpunkt ausschließlich Männer angehörten, als Mitglied eines Frauenteams nach London, England, entsandt, wo das Team gegen die Nationalmannschaften des Vereinigten Königreichs und der Tschechoslowakei antreten sollte.
Ursprünglich zeigte die AAUC keinen Willen der Einladung der Briten zu folgen und die Entsendung einer Frauenmannschaft zu organisieren, scheute aber die öffentliche Kritik, wenn sie die Einladung abgelehnt hätte. Deshalb wurde Alexandrine Gibb, die Sekretärin eines Maklers aus Toronto, die nebenbei in ihrer Freizeit als Sportleiterin in Erscheinung trat, mit der Auswahl und dem Management des Teams beauftragt. In den übereilig angesetzten Probewettbewerben am 11. Juli 1925 im Varsity Stadium von Toronto übertraf Springstead daraufhin die bisherige kanadische Rekordmarke im Hochsprung der Frauen, der zu diesem Zeitpunkt von Innes Bramley gehalten wurde, und schaffte es so ins Team für die Wettbewerbe in England. Bei ihrem Sprung trat sie in einer wogenden Tunika an und kam im sogenannten Schersprung auf eine Höhe von vier Feet und sieben Inches, was einer Höhe von etwa 140 cm entspricht.
Bei der Fahrt mit dem Schiff von Québec nach Liverpool wurden das zehnköpfige Athletenteam von Alexandrine Gibb und einem Begleiter, sowie Vertretern der kanadischen Regierung, der Canadian Pacific Railway, sowie einer Auswahl der britischen Organisatoren begleitet und von Reportern und Fotografen belagert. Bei den Wettbewerben an der Stamford Bridge in London traten die Gastgeber am 1. August 1925 als Sieger in Erscheinung, die tschechoslowakische Auswahl belegte den zweiten Rang und die Kanadierinnen, die sich in keiner Weise blamierten, kamen auf den dritten und damit letzten Platz. Springstead beispielsweise wurde Dritte im Hochsprung und Vierte beim Hürdenlauf und soll so zur Begeisterung und Entschlossenheit des gesamten Teams beigetragen haben. Sie soll dabei immer präsent gewesen sein und ihre Mannschaftskameraden ermutigt sowie die Rivalen und das Publikum mit ihrem Überschwang überzeugt haben. Aufgrund ihres Engagements wurde sie am Ende des Meetings mit der nach John Beresford, 5. Baron Decies benannten Lord Decies Trophy ausgezeichnet. Kurz nach ihrer Rückkehr gewann sie bei den Canadian Track and Field Championships, den kanadischen Landesmeisterschaften in der Leichtathletik, die Goldmedaille im Hochsprung. Anderen Meldungen zufolge waren die 1,40 m, die sie bei dem Qualifikationswettbewerb für das Meeting in London erreicht hatte, den kanadischen Landesmeisterschaften zuzuschreiben.
Durch die Erfolge in England beflügelt wurde im Folgejahr die Women’s Amateur Athletic Federation of Canada (WAAF bzw. WAAFC) ins Leben gerufen, um kanadischen Frauen, die einen dauerhaften Platz im internationalen Sportwettbewerb verdient hätten, einen solchen zu gewähren. In den nachfolgenden Jahren etablierte sich die Organisation in ganz Kanada und bereits im Jahre 1928 wurde von der WAAF, unter der Führung von Alexandrine Gibbs, in Zusammenarbeit mit der Amateur Athletic Union of Canada ein Frauenauswahl zu den Olympischen Sommerspielen 1928 nach Amsterdam geschickt. Springstead, die als potentielle Teilnehmerin dieser Olympiaauswahl gegolten hatte, erlebte dies jedoch nicht mehr. Im März 1927 war sie mit starken Schmerzen in der Brust ins St. Joseph’s Hospital in Hamilton eingeliefert worden, wo sie drei Tage später, am 27. März 1927, unverheiratet im Alter von 20 Jahren an einer Lungenentzündung starb.
Von ihrem Ehrgeiz und ihre Lebensfreude wurden die Führerinnen des kanadischen Frauensports weiterhin inspiriert. Nach dem Tod Springsteads konzentrierte sich die WAAF vermehrt auf die Gesundheit ihrer Athleten. Fortan mussten die Teilnehmer in jeder Saison eine ärztliche Untersuchung absolvieren, wobei die Ärzte wiederum dazu angehalten wurden, sich vor allem um verarmte Sportler zu kümmern. Dies wurde wiederum zu einem Markenzeichen der WAAF, die im Jahre 1932 unter der Führung Gibbs die nach Springstead benannte Velma Springstead Trophy, die seitdem alljährlich an die beste kanadische Sportlerin vergeben wird, ins Leben rief. Die Auszeichnung sollte auf der Grundlage von Leistung, Sportlichkeit und Verhalten verliehen werden und galt seit jeher als ein Beispiel für den Beitrag, den Springstead zum kanadischen Frauensport geleistet hatte.
Parallel zu ihrer Leichtathletiklaufbahn arbeitete Springstead bis zu ihrem Tod als Sekretärin des Verkaufsleiters (engl.: sales manager) der von George Elias Tuckett gegründeten Tuckett Tobacco Company und unterrichtete an der Sonntagsschule der Calvin Presbyterian Church. Nebenbei lernte sie auch noch Klavierspielen.
Im Jahre 2011 wurde sie postum in die Hamilton Sports Hall of Fame aufgenommen.